# Albury End
Albury End – wieś w Anglii, w hrabstwie Hertfordshire. Leży 14 km na północny wschód od miasta Hertford i 44 km na północ od centrum Londynu.